# Associação Norte Rio Grandense de Astronomia
A Associação Norte Rio Grandense de Astronomia, fundada em 17 de junho de 1956, é uma instituição sem fins lucrativos, voltada para o estudo, desenvolvimento e divulgação da astronomia no estado do Rio Grande do Norte.
Foi originada com o objetivo de proporcionar acessibilidade ao conhecimento astronômico, através do fornecimento de eventos científicos, observações astronômicas e atividades educativas, as quais pretendem estimular a curiosidade e interesse da população pelo universo, bem como, colaborar para a sua formação científica. 
A instituição é responsável por organizar diversos eventos, palestras e projetos científicos voltados para o público geral, tendo para sua efetuação a colaboração de astrônomos profissionais e amadores. A partir das observações do céu durante a noite e acontecimentos astronômicos (como por exemplo, chuvas de meteoros e eclipses), a Associação Norte Rio Grandense de Astronomia (ANRA), proporciona a proximidade do público com as ações cósmicas, estimulando o interesse científico da população com a astronomia.
No que diz respeito a sua estrutura, a organização é constituída por uma diretoria, atualmente ocupada pelo astrônomo e físico brasileiro Antônio Araújo Soares e por colaboradores voluntários que auxiliam na elaboração de palestras, eventos e projetos científicos educacionais. Para mais, a Associação Norte Rio Grandense de Astronomia (ANRA), dispõe de parcerias e apoio de escolas e da comunidade para o desenvolvimento e disseminação das suas atividades e projetos.

## História
Em 1967, a Associação Norte Rio Grandense de Astronomia (ANRA) consolidou seu papel no cenário internacional ao organizar o IV Congresso da Liga Latino-Americana de Astronomia, realizado no Teatro Alberto Maranhão, que atraiu astrônomos de diversos países. Esse evento foi um marco para a associação, recebendo ampla cobertura midiática. 
A associação enfrentou períodos de inatividade, especialmente na década de 1980, mas foi revitalizada em 1994, expandindo suas atividades e infraestrutura. Em 1999, membros da Associação Norte Rio Grandense de Astronomia (ANRA) viajaram à Europa para observar o último eclipse solar do milênio, o que resultou no planejamento do projeto de observação do primeiro eclipse solar do século XXI no Brasil, em 2006. Esse evento contou com a colaboração da NASA e outras instituições internacionais e incluiu um ciclo de atividades astronômicas em Natal. Em 2009, a  Associação Norte Rio Grandense de Astronomia assumiu o papel de promover diversas atividades voltadas à educação e divulgação científica, no Rio Grande do Norte.
A Associação Norte Rio Grandense de Astronomia continuou seu compromisso com a educação e o acesso popular à ciência com a realização do XIII Encontro de Astronomia do Nordeste, em 2013, além de projetos como as Jornadas Astronômicas, que levaram palestras, oficinas e observações astronômicas para várias cidades do estado. Hoje, sediada no Instituto Federal de Educação, Ciência e Tecnologia do Rio Grande do Norte (IFRN), a Associação Norte Rio Grandense de Astronomia mantém encontros regulares, promovendo um espaço inclusivo para a divulgação da astronomia e o fortalecimento da popularização do conhecimento astronômico no Rio Grande do Norte.

## Atividades e Projetos

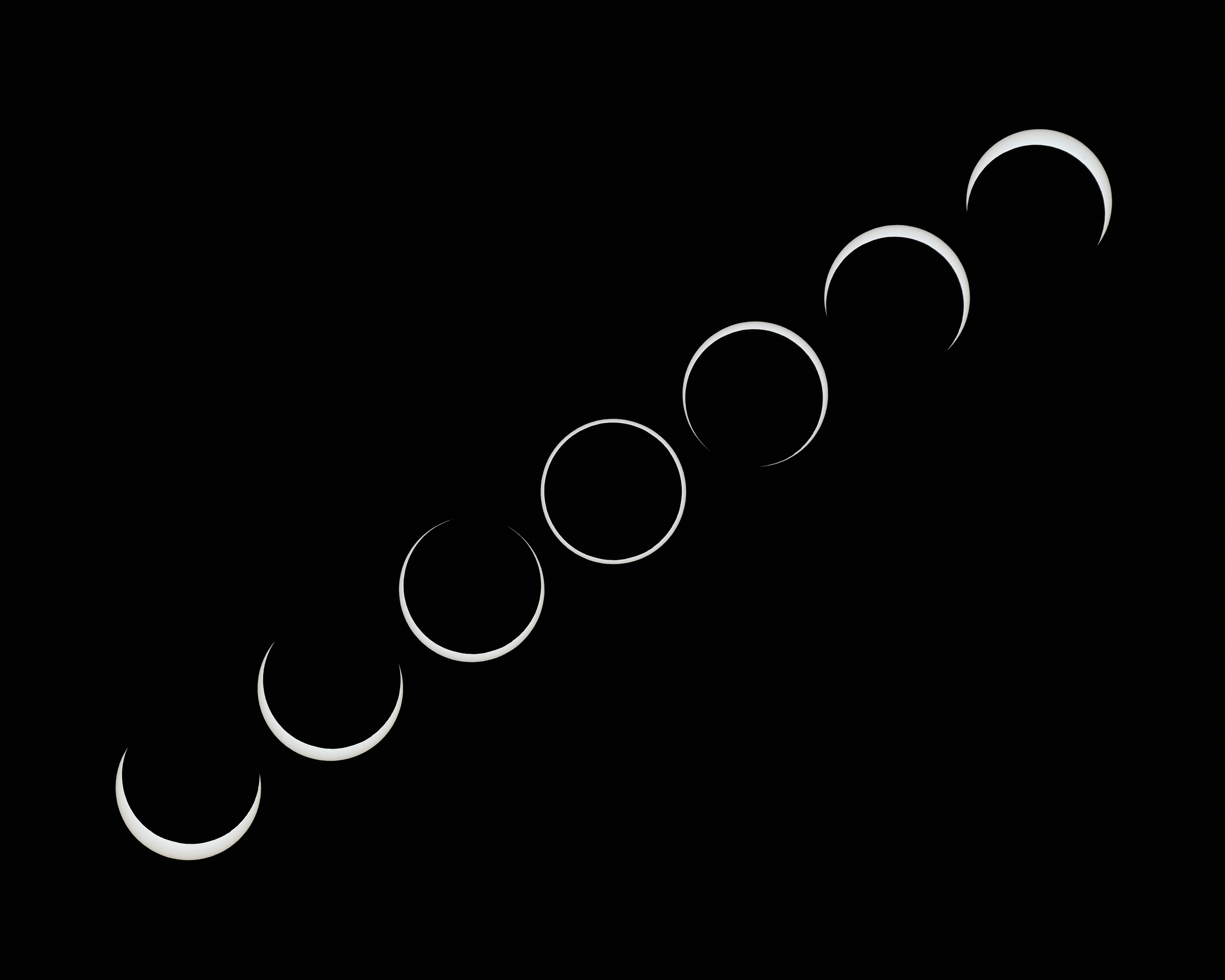
Fases do eclipse solar de 2023

A Associação Norte Rio-Grandense de Astronomia (ANRA) participou de várias atividades importantes, incluindo uma ação realizada em Ipanguaçu - RN, em parceria com alunos de licenciatura em Geografia do Instituto Federal de Educação, Ciência e Tecnologia do Rio Grande do Norte (IFRN) , sob orientação do professor Antônio Araújo. Essa atividade consistiu em realizar observações astronômicas em praça pública junto à população local, no interior no Rio Grande do Norte. Utilizando dois telescópios e projeções de slides, buscou-se informar o público sobre o sistema solar. Apesar de a atividade ser realizada em praça pública para alcançar mais pessoas, as luzes dos postes interferiram na qualidade da observação dos astros. Muitas pessoas se mostraram fascinadas ao observar o céu; entretanto, algumas ficaram decepcionadas pela dificuldade em ver as estrelas com clareza ou pelos tamanhos aparentes dos planetas.
Outro projeto de destaque da ANRA foi a observação do eclipse total do sol em 29 de março de 2006. Diversas instituições e grupos de astronomia amadoras se uniram para esse evento, que originou o Ciclo de Atividades de Astronomia realizado nos dias 27 e 28 de março e culminando com a observação do eclipse. Entre as instituições participantes estavam o Centro de Estudos Astronômicos de Minas Gerais (CEAMIG), o Clube de Astronomia Luiz Cruls de Campos dos Goytacazes - RJ (CALC), o Clube de Astronomia Observacional (REA), a Sociedade de Estudos Astronômicos de Ouro Preto (SEAOP) e a Sociedade de Estudos Astronômicos de Sergipe (SEASE). Durante o ciclo, foram apresentadas palestras sobre temas relacionados a eclipse e ao ensino de astronomia. Destacou-se a apresentação da professora Alcione C. L. Veras sobre o uso de modelos e aparelhos no ensino de astronomia das séries iniciais do Ensino Fundamental, em Belo Horizonte, Minas Gerais (MG). Apesar da divulgação do evento, a presença de público não foi expressiva, entre os participantes, estavam estudantes da Escola Técnica Federal do RN, da Universidade Federal do Rio Grande do Norte (UFRN) e da Escola Estadual Francisco Ivo Cavalcante (EEFIC). No dia do eclipse, algumas pessoas observaram o fenômeno astronômico de suas casas, enquanto outras se reuniram em pontos específicos do litoral para acompanhar o evento.
Em janeiro de 2008, a Associação Norte Rio-Grandense de Astronomia realizou uma observação da Lua na praia de Ponta Negra, em Natal/RN, utilizando um telescópio e um notebook. Embora não houvesse grande público, a atividade atraiu a atenção de muitos passantes, que pararam para admirar a imagem ampliada da Lua. Algumas pessoas, como uma jovem que corria e um senhor com a família, ficaram encantadas e até tiraram fotos. A experiência mostrou como a observação astronômica pode despertar curiosidade nas pessoas, mesmo em meio à rotina diária.
Em fevereiro de 2008, a Associação Norte Rio-Grandense de Astronomia  organizou uma observação do eclipse lunar em Carnaúba dos Dantas, homenageando Rômulo Argentière na Praça do Vaqueiro. As atividades começaram com um seminário sobre Astronomia para professores e incluíram observações do Sol, alertando sobre os riscos. À noite, cerca de 300 pessoas, principalmente crianças e jovens, participaram das observações da Lua, Saturno e constelações com telescópios. Foi feita uma projeção do eclipse em uma caixa d’água, permitindo que muitos vissem o fenômeno ao mesmo tempo. No entanto, os educadores ressaltaram que a observação direta pelo telescópio oferece uma experiência mais rica e significativa, apesar de alguns participantes duvidarem da veracidade das imagens observadas.

## Sócios fundadores
- Pedro Soares de Araújo Amorim (Presidente de honra); [8]
- José Gomes da Costa (Presidente); [8]
- Luis Maria Alves (Vice presidente) [8]
- Antônio Soares de Araújo Filho (Primeiro secretário); [8]
- Gentil Nesi Barbosa (Segundo Secretário); [8]
- Aldo Barbosa (Tesoureiro); [8]
- Sérgio Severo de Albuquerque Maranhão (Vice tesoureiro).[8]